# Charles Royds
Sir Charles William Rawson Royds, né à Rochdale le 1er février 1876 et mort à Londres le 5 janvier 1931) est un rear admiral de la Royal Navy qui fut « Assistant Commissioner » de la police métropolitaine de Londres de 1926 à 1931.

## Biographie
Royds est entré rapidement dans la marine. En août 1892, il est affecté à l'HMS Immortalité dans la Manche. Aspirant, il a servi sur l'HMS Australia et l'HMS Barfleur. En septembre 1896, il a été promu sous-lieutenant. En 1897, il a été affecté au HMS Champion. En 1898, il a reçu une promotion comme lieutenant. En 1899, il s'embarque pour les Antilles à bord du HMS Crescent.
De 1901 à 1904, Royds a été premier lieutenant du RRS Discovery lors de l'expédition Discovery de Robert Falcon Scott. Le cap Royds a même était nommé en son honneur. Il a ensuite rejoint le navire HMS Bulwark dans la mer Méditerranée, puis en 1907 le HMS King Edward VII dans la Manche. En juin 1909, il est devenu commandant. En janvier 1911, il prit le commandement du HMS Hercules et en août 1913 pris le même poste sur le HMS Iron Duke, le navire amiral de John Jellicoe.
Le 31 décembre 1914, Royds a été promu capitaine et fut placé sous l'amiral Sir Stanley Colville, commandant des Orcades et de Shetland. Six mois plus tard, il a pris le commandement du HMS Emperor of India, un commandement particulièrement prestigieux pour un jeune capitaine. Il est resté affecté à ce navire jusqu'en janvier 1919 et a été nommé Chevalier grand croix de l'Ordre de Saint-Michel et Saint-Georges, le 3 juin 1919 pour ses services. Il a servi à Douvres pour un temps puis a été le dernier capitaine du Royal Naval College (Osborne) en 1921. Il est ensuite devenu Directeur de l'éducation physique et des sports à l'Amirauté, succédant à son frère aîné, Percy Royds. D'octobre 1923 au 15 octobre 1925, il a été Commodore des Royal Naval Barracks de Devonport.
Le 1er janvier 1926, il succède à Sir James Olive comme « Assistant Commissioner » de la police métropolitaine de Londres. En mars 1926, il a pris sa retraite de la Royal Navy sur la promotion de rear admiral. Le 3 juin 1929, il a été intronisé Chevalier commandeur de l'Ordre de l'Empire britannique. Le 23 mai 1930, il a été promu vice admiral malgré sa retraite.
Il a aussi été fait membre de la Royal Geographical Society.